# Algèria a la Copa del Món de futbol
Aquest és el registre dels resultats de Algèria a la Copa del Món. Algèria, encara que ha disputat quatre vegades la fase final, no ha guanyat mai el campionat. Va tenir la millor actuació en l'edició de 2014, al Brasil, quan va arribar als vuitens de final.

## Resum d'actuacions
Campions      Finalistes      Tercers      Quarts
Un requadre vermell indica que eren amfitrions del campionat.
| Historial a la Copa del Món | Historial a la Copa del Món | Historial a la Copa del Món | Historial a la Copa del Món | Historial a la Copa del Món | Historial a la Copa del Món | Historial a la Copa del Món | Historial a la Copa del Món | Historial a la Copa del Món |
| Edició                      | Ronda                       | Posició                     | PJ                          | PG                          | PE                          | PP                          | GF                          | GC                          |
| --------------------------- | --------------------------- | --------------------------- | --------------------------- | --------------------------- | --------------------------- | --------------------------- | --------------------------- | --------------------------- |
| 1930                        | Integrada a França          | Integrada a França          | Integrada a França          | Integrada a França          | Integrada a França          | Integrada a França          | Integrada a França          | Integrada a França          |
| 1934                        | Integrada a França          | Integrada a França          | Integrada a França          | Integrada a França          | Integrada a França          | Integrada a França          | Integrada a França          | Integrada a França          |
| 1938                        | Integrada a França          | Integrada a França          | Integrada a França          | Integrada a França          | Integrada a França          | Integrada a França          | Integrada a França          | Integrada a França          |
| 1950                        | Integrada a França          | Integrada a França          | Integrada a França          | Integrada a França          | Integrada a França          | Integrada a França          | Integrada a França          | Integrada a França          |
| 1954                        | Integrada a França          | Integrada a França          | Integrada a França          | Integrada a França          | Integrada a França          | Integrada a França          | Integrada a França          | Integrada a França          |
| 1958                        | Integrada a França          | Integrada a França          | Integrada a França          | Integrada a França          | Integrada a França          | Integrada a França          | Integrada a França          | Integrada a França          |
| 1962                        | Integrada a França          | Integrada a França          | Integrada a França          | Integrada a França          | Integrada a França          | Integrada a França          | Integrada a França          | Integrada a França          |
| 1966                        | No hi participà             | No hi participà             | No hi participà             | No hi participà             | No hi participà             | No hi participà             | No hi participà             | No hi participà             |
| 1970                        | No es classificà            | No es classificà            | No es classificà            | No es classificà            | No es classificà            | No es classificà            | No es classificà            | No es classificà            |
| 1974                        | No es classificà            | No es classificà            | No es classificà            | No es classificà            | No es classificà            | No es classificà            | No es classificà            | No es classificà            |
| 1978                        | No es classificà            | No es classificà            | No es classificà            | No es classificà            | No es classificà            | No es classificà            | No es classificà            | No es classificà            |
| 1982                        | Primera fase                | 13s                         | 3                           | 2                           | 0                           | 1                           | 5                           | 5                           |
| 1986                        | Primera fase                | 22s                         | 3                           | 0                           | 1                           | 2                           | 1                           | 5                           |
| 1990                        | No es classificà            | No es classificà            | No es classificà            | No es classificà            | No es classificà            | No es classificà            | No es classificà            | No es classificà            |
| 1994                        | No es classificà            | No es classificà            | No es classificà            | No es classificà            | No es classificà            | No es classificà            | No es classificà            | No es classificà            |
| 1998                        | No es classificà            | No es classificà            | No es classificà            | No es classificà            | No es classificà            | No es classificà            | No es classificà            | No es classificà            |
| 2002                        | No es classificà            | No es classificà            | No es classificà            | No es classificà            | No es classificà            | No es classificà            | No es classificà            | No es classificà            |
| 2006                        | No es classificà            | No es classificà            | No es classificà            | No es classificà            | No es classificà            | No es classificà            | No es classificà            | No es classificà            |
| 2010                        | Primera fase                | 28s                         | 3                           | 0                           | 1                           | 2                           | 0                           | 2                           |
| 2014                        | Vuitens de final            | 14s                         | 4                           | 1                           | 1                           | 2                           | 7                           | 7                           |
| 2018                        | No es classificà            | No es classificà            | No es classificà            | No es classificà            | No es classificà            | No es classificà            | No es classificà            | No es classificà            |
| 2022                        | No es classificà            | No es classificà            | No es classificà            | No es classificà            | No es classificà            | No es classificà            | No es classificà            | No es classificà            |
| 2026                        | Pendent                     | Pendent                     | Pendent                     | Pendent                     | Pendent                     | Pendent                     | Pendent                     | Pendent                     |
| 2030                        | Pendent                     | Pendent                     | Pendent                     | Pendent                     | Pendent                     | Pendent                     | Pendent                     | Pendent                     |
| 2034                        | Pendent                     | Pendent                     | Pendent                     | Pendent                     | Pendent                     | Pendent                     | Pendent                     | Pendent                     |
| Total                       | Vuitens de final            | Vuitens de final            | 13                          | 3                           | 3                           | 7                           | 13                          | 19                          |

## Espanya 1982

### Primera fase: Grup 2
| Pos | Equip               | PJ | PG | PE | PP | GF | GC | DG | Pts | Classificació           |
| --- | ------------------- | -- | -- | -- | -- | -- | -- | -- | --- | ----------------------- |
| 1   | Alemanya Occidental | 3  | 2  | 0  | 1  | 6  | 3  | +3 | 4   | Avança a la segona fase |
| 2   | Àustria             | 3  | 2  | 0  | 1  | 3  | 1  | +2 | 4   | Avança a la segona fase |
| 3   | Algèria             | 3  | 2  | 0  | 1  | 5  | 5  | 0  | 4   |                         |
| 4   | Xile                | 3  | 0  | 0  | 3  | 3  | 8  | −5 | 0   |                         |

| Alemanya Occidental | 1–2     | Algèria                   |
| ------------------- | ------- | ------------------------- |
| Rummenigge 67'      | Informe | Madjer 54' · Belloumi 68' |

| Algèria | 0–2     | Àustria                    |
| ------- | ------- | -------------------------- |
|         | Informe | Schachner 55' · Krankl 67' |

| Algèria                       | 3–2     | Xile                            |
| ----------------------------- | ------- | ------------------------------- |
| Assad 7', 31' · Bensaoula 35' | Informe | Neira 59' (pen.) · Letelier 73' |

## Mèxic 1986

### Primera fase: Grup D
| Pos | Equip            | PJ | PG | PE | PP | GF | GC | DG | Pts | Classificació                      |
| --- | ---------------- | -- | -- | -- | -- | -- | -- | -- | --- | ---------------------------------- |
| 1   | Brasil           | 3  | 3  | 0  | 0  | 5  | 0  | +5 | 6   | Avança a la fase final             |
| 2   | Espanya          | 3  | 2  | 0  | 1  | 5  | 2  | +3 | 4   | Avança a la fase final             |
| 3   | Irlanda del Nord | 3  | 0  | 1  | 2  | 2  | 6  | −4 | 1   | Opta a una plaça per la fase final |
| 4   | Algèria          | 3  | 0  | 1  | 2  | 1  | 5  | −4 | 1   |                                    |

| Algèria    | 1–1     | Irlanda del Nord |
| ---------- | ------- | ---------------- |
| Zidane 59' | Informe | Whiteside 6'     |

| Brasil     | 1–0     | Algèria |
| ---------- | ------- | ------- |
| Careca 66' | Informe |         |

| Algèria | 0–3     | Espanya                     |
| ------- | ------- | --------------------------- |
|         | Informe | Calderé 15', 68' · Eloy 70' |